# Kanazaki Muu
Kanazaki Muu (Cu, 1989. február 16. –) japán válogatott labdarúgó.

## Nemzeti válogatott
A japán válogatottban 6 mérkőzést játszott, melyeken 1 gólt szerzett.

## Statisztika
| Japán válogatott | Japán válogatott | Japán válogatott |
| Időszak          | Mérk.            | gól              |
| ---------------- | ---------------- | ---------------- |
| 2009             | 1                | 0                |
| 2010             | 4                | 0                |
| 2011             | 0                | 0                |
| 2012             | 0                | 0                |
| 2013             | 0                | 0                |
| 2014             | 0                | 0                |
| 2015             | 1                | 1                |
| Összesen         | 6                | 1                |